# Yūko Sano
Yūko Sano (jap. 佐野 優子, Sano Yūko; * 26. Juli 1979 in Takatsuki, Präfektur Osaka) ist eine japanische Volleyballspielerin. Sie nahm an zwei Olympischen Spielen teil und gewann 2012 die Bronzemedaille.

## Karriere
Sano begann ihre Karriere an der Kitasaga-Oberschule der Präfektur Kyōto (Kyōtofu-ritsu Kitasaga kōtō-gakkō). 1998 ging sie zu Unitika Phoenix und zwei Jahre später wechselte sie zu Toray Arrows. 2002 debütierte sie in der japanischen Nationalmannschaft, mit der sie an der Weltmeisterschaft in Deutschland teilnahm. Im folgenden Jahr erreichte Japan den zweiten Platz bei der Asienmeisterschaft. Von 2004 bis 2006 spielte die Libera in Frankreich bei RC Cannes. Mit dem Verein gewann sie zweimal das Double aus Pokal und Meisterschaft. 2006 kam Cannes außerdem ins Finale der Champions League. Anschließend kehrte Sano in die Heimat zurück. Mit Hisamitsu Springs wurde sie 2007 japanischer Meister. Die Nationalmannschaft siegte im gleichen Jahr bei der Asienmeisterschaft. 2008 erreichte die Libera mit dem Verein das Pokalfinale. In Peking nahm sie am olympischen Turnier teil, das Japan nach dem Einzug ins Viertelfinale auf dem fünften Platz beendete. 2009 wurde Hisamitsu Springs Pokalsieger und Vizemeister. Mit der Nationalmannschaft belegte Sano den dritten Platz bei der Asienmeisterschaft. Dasselbe Resultat gab es für Japan bei der WM 2010. Im gleichen Jahr wechselte Sano nach Aserbaidschan zu Igtisadchi Baku. 2011 erreichte sie das Finale der Asienmeisterschaft. Ein Jahr später spielte sie in London zum zweiten Mal bei den Olympischen Spielen und gewann Bronze.